# Tokur
Tokur è una cittadina della Russia estremo-orientale, situata nella oblast' dell'Amur. Dipende amministrativamente dal rajon Selemdžinskij.
Sorge nella parte orientale della oblast', nell'alta valle della Selemdža, 526 chilometri a nordest di Svobodnyj.